# Setmana Ciclista Valenciana
La  Setmana Ciclista Valenciana, est une course cycliste sur route par étapes féminine espagnole créée en 2017. Elle est classée 2.2 par l'UCI jusqu'en 2020, et 2.1 en 2021.

## Palmarès
| Année | Vainqueur             | Deuxième              | Troisième            |
| ----- | --------------------- | --------------------- | -------------------- |
| 2017  | Cecilie Uttrup Ludwig | Arlenis Sierra        | Ashleigh Moolman     |
| 2018  | Hannah Barnes         | Ashleigh Moolman      | Alicia González      |
| 2019  | Clara Koppenburg      | Soraya Paladin        | Ashleigh Moolman     |
| 2020  | Anna van der Breggen  | Clara Koppenburg      | Demi Vollering       |
| 2021  | Annemiek van Vleuten  | Mavi García           | Katrine Aalerud      |
| 2022  | Annemiek van Vleuten  | Cecilie Uttrup Ludwig | Marta Cavalli        |
| 2023  | Justine Ghekiere      | Ashleigh Moolman      | Amanda Spratt        |
| 2024  | Marlen Reusser        | Katarzyna Niewiadoma  | Niamh Fisher-Black   |
| 2025  | Demi Vollering        | Marlen Reusser        | Anna van der Breggen |